# P-Floyd

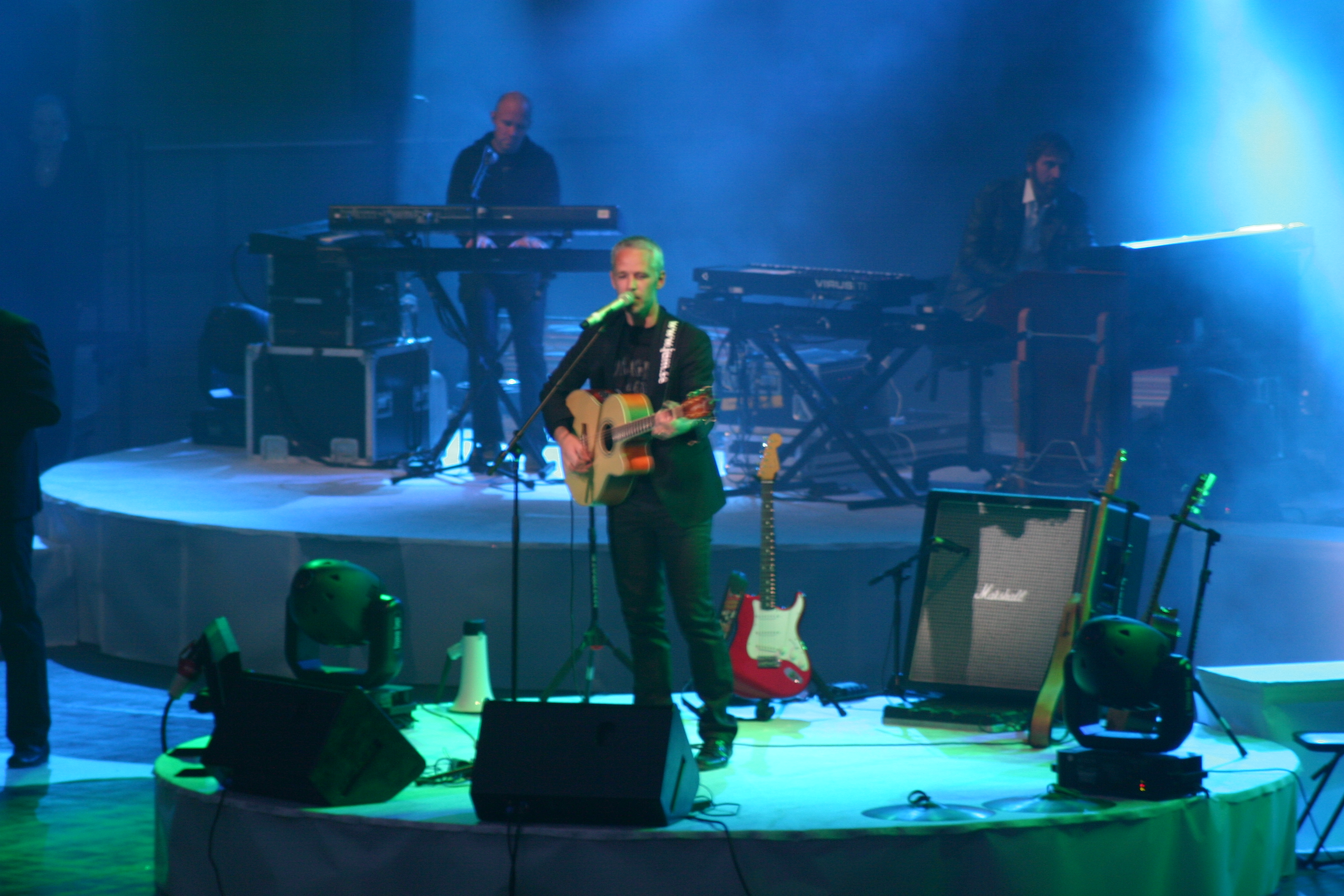
Hans Lundin gitarr och sång, Dalhalla 2008.

P-Floyd är ett svenskt hyllningsband till Pink Floyd.

## Sättning
P-Floyd består av:
- Jan Stumsner grundare och producent – gitarr
- Hans Lundin – gitarr, sång
- Klas Anderhell – trummor
- Mats Nilsson – klaviatur, sång
- Håkan Norlin – klaviatur
- Thomas Alm – saxofon
- Peter Holmstedt – basgitarr
- Marica Linde – sång
- Therése Heckscher – sång

På större konserter anlitas en kammarkör samt stråksextetten "Pink".

## Album
- Inside Out - Live 2009 (inspelningen är gjord i Malmö & Helsingborg)

- 01 - Coming back to life
- 02 - Brick parts
- 03 - Signs of life
- 04 - Cymbaline
- 05 - What do You want from me?
- 06 - Wearing the inside out
- 07 - Time
- 08 - Have a cigar
- 09 - Shine on You crazy diamond
- 10 - The tide is turning

- P-Floyd - Floydian Waves (inspelning från turnén Floydian Waves 2004)

- 01 - Amused to death.
- 02 - Dogs.
- 03 - In the flesh.
- 04 - Hey you.
- 05 - Sorrow.
- 06 - Shine on you crazy diamond.
- 07 - Brain damage.
- 08 - Eclipse.
- 09 - Great gig in the sky.
- 10 - Comfortably numb.

## Filmer
"P-Floyd - Skog 2013 - The Final Cut" Sista konserten i skogladan.
"P-Floyd - Dalhalla 2012 - Shadows never sleep"
"P-Floyd live i Dalhalla" Live från Dalhalla 2006
"P-Floyd i Dalhalla 2008 - Another Wall". Dokumentär